# X-MEN2
『X-MEN2』（エックスメン2、原題: X2）は、マーベル・コミックのスーパーチーム「X-メン」をベースとする、2003年のアメリカのスーパーヒーロー映画。『X-メン』（2000年）に続く、映画「X-MEN」シリーズの2作目。監督は前作に続きブライアン・シンガーが務め、パトリック・スチュワート、ヒュー・ジャックマン、イアン・マッケランらが出演。

## ストーリー
自由の女神像におけるX-MENとブラザーフッドの戦いから間もないころ、ホワイトハウスの室内観光に紛れ、瞬間移動能力を有したミュータント「ナイトクローラー」がホワイトハウス内のガードマンをなぎ倒し、大統領を殺害しようとした事件が発生する。この事件を知ったX-MENのリーダー、チャールズ・エグゼビア（プロフェッサーX）はメンバーのジーン・グレイとオロロ・マンロー（ストーム）を召集しナイトクローラーの捜索を命じた。
そのころアメリカ政府は対ミュータント対策本部顧問のウィリアム・ストライカーを招集し、ストライカーの指揮の元、ナイトクローラーを匿っていると思われるX-MENの本拠地「恵まれし子らの学園」にいるミュータント全員の摘発作戦を実行しようとしていた。ストライカーはまず、特殊な牢屋に収容されているマグニートーに面会しにやってきたエグゼビアと護衛のスコット・サマーズ（サイクロップス）を自身の用心棒で秘書をしているミュータントのデスストライクを使って拘束する。
一方エグゼビアの情報を元にアルカリ湖に向かい、記憶を取り戻す手がかりを探していたローガン（ウルヴァリン）が長い旅路を経て学園に帰還するも、その夜にストライカーの部隊による学園の襲撃を受ける。数人の生徒が拘束される中、ローガンは辛くも生徒であるローグ、アイスマン、パイロの3人と共に脱出、同時期にマグニートーも部下のミスティークの協力で脱走に成功する。
その後ローガン達はナイトクローラーを発見したジーンらと合流し、ストライカーの本拠地に連行されたエグゼビア達の救出を決断、その途中でストライカー打倒を目的として行動を再開させたマグニートーとミスティークと合流、ストライカーが根城にしているアルカリ湖のダムを目指した。
ストライカーの目的は拘束したエグゼビアの能力を利用し、彼が開発した増幅装置「セレブロ」と瓜2つの「ダーク・セレブロ」を使って全世界にいるミュータントを根絶する事であった。そしてマグニートーもまた、X-MENに協力するふりをしてエグゼビアとダーク・セレブロを使いミュータント以外の人間を一掃しようとたくらんでいた。
そんな中、ローガン達はストライカーやマグニートの企みを阻止してエグゼビアを救出し、アルカリ湖のダムから脱出する事に成功する。しかし、頼みの戦闘機が故障し離陸できなくなってしまう。ダムが決壊し濁流にのみ込まれそうになったとき、ジーンがその場に残り、強力な念力を発揮し濁流をせき止め、戦闘機を浮遊させた。そして、戦闘機の操作系が回復した時、ジーンは力尽きて濁流にのみ込まれてしまう。その後、ジーンは消息不明となる。
エグゼビアらは大統領にストライカーの文書を見せ、ミュータントと人類の共存の道を説く。学園での生活が再開する場面の次に、アルカリ湖面にフェニックスの模様が浮き上がる。

## 登場人物

### 恵まれし子らの学園関係者
チャールズ・エグゼビア/プロフェッサーX
『恵まれし子らの学園』の校長であるテレパス。
大統領暗殺未遂の黒幕をエリックと考え、彼のもとを訪ねる。しかしストライカーによって罠に嵌められて捕らえられ、ある計画に利用されることになる。
ローガン/ウルヴァリン
アダマンチウムの骨格と驚異的な再生力を持つミュータント。
前作終盤で自身の過去を知るためにアルカリ湖の施設へ向かったが、手がかりが得られず『恵まれし子らの学園』に帰還。
今作ではプロフェッサーたちが留守の間の子どもたちの監督を任されていたが、ストライカーたちが学園を襲撃したため子どもたちを逃がし、自身もローグたちとともに逃亡。ジーンたちと合流し、ストライカーの計画を止めるために軍事施設へ向かう。
スコット・サマーズ/サイクロップス
目から強力な光線を放つミュータント。
今作ではチャールズのお供として彼について行くが、ストライカーに捕らえられて利用されてしまう。
ジーン・グレイ
テレパシーとサイコキネシス能力を持つ。今作では日ごとにパワーが強まっているようで、序盤では大勢の"声"に苦しんでいる。また、能力を使うと瞳が赤く光るようになっている。
オロロとともに大統領暗殺未遂の犯人を追い、連れ帰ることに成功するが、ローガンから学園が襲撃されたことを知らされて彼らと合流。ストライカーの存在を知らされ、計画を止めるためにマグニートーたちと手を組む。
オロロ・マンロー/ストーム
天候を自在に操る能力を持つ。
ジーンとともに大統領暗殺未遂の犯人を追い、連れ帰ることに成功するが、ローガンから学園が襲撃されたことを知らされて彼らと合流。ストライカーの存在を知らされ、計画を止めるためにマグニートーたちと手を組む。また、カートと友情を育む。
ジーンのことを心配していたが、終盤でそれがある意味的中してしまうことになる。
マリー・ダンキャント/ローグ
触れた相手の生命エネルギーを吸収する能力を持つ。
学園生活にも慣れたようで、楽しそうな様子を見せている。しかし学園が襲撃されたことで、ローガンたちと逃亡する。ストライカーの計画を知り、ローガンたちと軍事施設へ向かうが、ボビーたちとともに待機を命じられてジェットに残る。
前作で触れた相手の能力をコピーできることが語られていたが、今作でそのことについて描写されている。
ボビー・ドレイク/アイスマン
氷を生成する能力を持つ。
ローグと交際しはじめたようで仲の良い様子を見せているが、彼女の能力の関係で触れあえないことに苦悩している。また、彼女が懐いているローガンに対して対抗心を見せることも。
学園が襲撃されたことでローガンたちと逃亡、実家を訪ねる。家族に自身がミュータントであることを打ち明けるも受け入れられず弟には警察に通報されてしまう。ジーンたちと合流して危機を脱するが、再び家族のもとを去ることになってしまい悲しげな表情を見せた。
ジョン・アラダイス/パイロ
炎を操る能力を持つ。炎そのものを生成することはできないため、ライターを持ち歩いている。
学園が襲撃されたことでローガンたちとともに逃亡する。
今作では攻撃的な性格になっており、（相手が先に因縁をつけてきたとはいえ）カフェで絡んできた兄弟に向けて放火したり、警察官を吹っ飛ばしたりしている。
ピーター・ラスプーチン/コロッサス
全身を金属化する能力を持つ。
学園が襲撃されたためほかの生徒たちを逃がす。ローガンたちとともに戦おうとするが、ローガンから生徒たちのことを託され別行動をとることに。
カート・ワグナー/ナイトクローラー
テレポート能力を持つが、テレポートする場所が見えていないと移動できない。
ストライカーに操られて大統領を襲撃したが、本来は穏やかな人物であり自身の行いを悔いている。
原作ではミスティークの息子だが、今作では言及がないため親子関係があるのかは不明。

### ブラザーフッド
エリック・レーンシャー/マグニートー
チャールズの旧友。あらゆる金属を操る能力を持つ。
前作で収監されていたがミスティークの手引きで脱獄。ストライカーの計画を止めるためにローガンたちと手を組む。
レイヴン・ダークホルム/ミスティーク
どんな人物にも（DNA情報・衣服など込みで）変身することができる能力を持つ。
前作に引き続きケリー上院議員に化けて情報を集めている。ストライカーと接触したことでエリックの収監場所を探り当て、脱走を手引きした。また、エリックと仲睦まじい様子を見せている。

### ストライカー一派
ウィリアム・ストライカー
軍事専門の科学者であり、ローガンがアダマンチウムの骨格を持つ遠因となった人物。
ミュータントという種族全体を憎んでおり、完全な撲滅を目論んでいる。
ジェイソン・ストライカー
ウィリアムの息子。幻覚を見せて相手を操る能力を持つ。能力を使う際に少女のふりをしている。
かつてはチャールズの教え子であり、『恵まれし子らの学園』に在籍していた。しかしある時に両親に対して幻覚を与えて苦しめ、母親を自殺に追い込んだことからウィリアムに憎まれており、手術をされて自我を奪われている。
ユリコ/レディ・デスストライク
ストライカーの部下。ローガンと同じく、アダマンチウムの骨格と再生力を持つ。
ストライカーに忠実だが、薬物によって操られているような描写がある。軍事施設でローガンと戦闘する。

## キャスト
| 役名                                             | 俳優                           | 日本語吹替            | 日本語吹替 |
| 役名                                             | 俳優                           | 劇場公開版            | テレビ朝日版                                                                                                  |
| ------------------------------------------------ | ------------------------------ | --------------------- | --- |
| チャールズ・エグゼビア（プロフェッサーX）        | パトリック・スチュワート       | 大木民夫              | 麦人 |
| エリック・マグナス・レーンシャー（マグニートー） | イアン・マッケラン             | 有川博                | 家弓家正 |
| ローガン（ウルヴァリン）                         | ヒュー・ジャックマン           | 山路和弘              | 磯部勉 |
| スコット・サマーズ（サイクロップス）             | ジェームズ・マースデン         | 檀臣幸                | 中原茂 |
| ジーン・グレイ（フェニックス）                   | ファムケ・ヤンセン             | 日野由利加            | 勝生真沙子 |
| オロロ・マンロー（ストーム）                     | ハル・ベリー                   | 本田貴子              | 深見梨加 |
| マリー・ダンキャント（ローグ）                   | アンナ・パキン                 | 小島幸子              | 樋浦茜子 |
| ボビー・ドレイク（アイスマン）                   | ショーン・アシュモア           | 私市淳                | 遊佐浩二 |
| ジョン・アラダイス（パイロ）                     | アーロン・スタンフォード       | 浪川大輔              | 川島得愛 |
| カート・ワグナー（ナイトクローラー）             | アラン・カミング               | 後藤敦                | 坂東尚樹 |
| レイブン・ダークホルム（ミスティーク）           | レベッカ・ローミン＝ステイモス | 幸田直子              | 金野恵子 |
| ウィリアム・ストライカー                         | ブライアン・コックス           | 稲垣隆史              | 勝部演之 |
| ケリー上院議員                                   | ブルース・デイヴィソン         | 千田光男              | 野島昭生 |
| ユリコ（レディ・デスストライク）                 | ケリー・ヒュー                 | 小林優子              | 高橋理恵子 |
| マッケナ大統領                                   | コッター・スミス               | 原康義                | |
| ジャッキー                                       |                                | 正木美也子            | 新田万紀子 |
| ジェイソン                                       | マイケル・リード・マッケイ     | 根本泰彦              | |
| 女の子（ジェイソンのイメージ）                   | キーリー・パーヴィス           | 川田妙子              | |
| ウォルターズ                                     |                                | 沢木郁也              | |
| ローリオ                                         | タイ・オルソン                 | 高宮俊介              | 宇垣秀成 |
| コロッサス                                       | ダニエル・クドモア             | 加藤亮夫              | 船木真人 |
| ライマン（ストライカーの兵士）                   | ピーター・ウィングフィールド   | 水内清光              | |
| ラングロア                                       |                                | 松本大                | |
| ロニー・ドレイク（ボビーの弟）                   | ジェームズ・カーク             | 仲野裕                | 野島昭生 |
| マデリーン・ドレイク（ボビーの母）               | ジル・ティード                 | 小野洋子              | 石塚理恵 |
| ビル                                             |                                | 永井誠                | |
| ダグ                                             |                                | 佐々木健              | |
| アーチー                                         | ブライス・ホジソン             | 小林沙苗              | |
| ジュビリー                                       | リーキー・ウォン               | 紗川じゅん            | |
| ジョーンズ                                       | コナー・ウィドーズ             | 重松朋                | |
| サイリーン                                       | ショーナ・ケイン               | 伊東恵里              | |
| セレブロ（声）                                   |                                | 水落幸子              | |
| 少年#1                                           |                                | 羽切翔                | |
| 少年#2                                           |                                | 牛村友哉              | |
| ERT隊員                                          |                                | 宮崎倫彰              | |
| 警備員                                           |                                | 小谷津央典            | |
| 女子生徒                                         |                                | 有村智子              | |
| その他声の出演                                   |                                |                       | 清水明彦 松久保いほ 高瀬右光 安井邦彦 一馬芳和 仲野裕 奈良徹 清水俊彦 恒松あゆみ 木下尚紀 世戸さおり 森谷恵利 |
|                                                  |                                |                       | |
| 演出                                             |                                | 中野洋志              | 蕨南勝之 |
| 翻訳                                             |                                | 久保喜昭              | 日笠千晶 |
| 調整                                             |                                | 兼子芳博              | 長井利親 |
| 制作                                             |                                | ACクリエイト 株式会社 | ブロードメディア・スタジオ                                                                                    |
| 初回放送                                         |                                |                       | 2006年9月10日 『日曜洋画劇場』 （5.1サラウンド放送） （21:00-23:24） ※正味約129分                             |

- 20世紀フォックス ホーム エンターテイメント ジャパンより、上記の全2種類の吹替版を収録した4K ULTRA HD Blu-ray＋Blu-ray Discが2019年5月24日に発売された。

## スタッフ
- 監督：ブライアン・シンガー
- 脚本：マイケル・ドハティ、ダニエル・P・ハリス、ブライアン・シンガー
- 製作総指揮：スタン・リー
- 視覚効果：リズム&ヒューズ、シネサイト
- 音楽：ジョン・オットマン

## 作品解説
本作は、1982年のグラフィック・ノベルX-Men: God Loves, Man Killsを原案としている。

### 副題の変更
公開直前になって「X2: X-Men United」と副題つきで宣伝が行われるようになった。それにともない日本でも「X-MEN2 進化の始まり」の題での宣伝に変わった。しかし劇場での上映にはこれらの副題がプリントされていないことから、正式な劇場公開題は「X-MEN2」（原題 X2）である。

## 興行
2003年4月30日から5月3日にかけて世界同時公開された。同年4月24日のイギリスでのプレミア上映が、世界で最も早い上映となった。
アメリカでは2003年4月28日にプレミア上映された後、2003年5月2日に3741館で公開され、週末興行成績で初登場から2週連続で1位にランクイン、その後トップ10内に7週間留まった。
アメリカ国内での興行収入は2億1千万ドルを超え、これはアメリカでの2003年公開作品中6位である。
日本では同年5月3日に日劇1系列ほかで公開され、週末興行成績（全国9大都市集計）では初登場2位となった。
本作は前作『X-メン』を超えるヒットとなった。

## 備考
- 劇用車として、発売前（当時）のマツダ・RX-8が、専用パーツを装着して登場している。